# Nairobi Chess Club
Nairobi Chess Club – kenijski klub szachowy z siedzibą w Nairobi.

## Historia
Klub został zarejestrowany 26 lutego 1958 roku, stając się najstarszym klubem szachowym w Kenii. W 1979 roku rozpoczął organizację turnieju Kenya Open (odbywającego się do 1992 roku). W latach 80. nastąpił kryzys w działalności klubu, zażegnany w połowie lat 90. W 2011 roku klub gościł Dimitriego Reindermana, który rozegrał symultanę. Nairobi Chess Club uczestniczył w takich rozgrywkach, jak Capablanca Cup, Jamhuri Cup i Le Pelley Cup. W 2017 roku zajął trzecie miejsce w Kenya Chess Premier League.
Zawodnikami klubu byli m.in. Peter Gilruth, Mehul Gohil, Saif Kanani, Nazir Lome i Richard Polaczek.